# Croton talaeporos
Croton talaeporos är en törelväxtart som beskrevs av Radcl.-sm.. Croton talaeporos ingår i släktet Croton och familjen törelväxter. Inga underarter finns listade i Catalogue of Life.